# Эс-Сулайиль (военная база)
База баллистических ракет Эс-Сулайиль — самая первая из построенных в Саудовской Аравии база баллистических ракет средней дальности. База расположена около города Эс-Сулайиль, примерно в 450 км к юго-западу от столицы, города Эр-Рияд, Саудовская Аравия. База является первой из трех ныне существующих баз баллистических ракет, которые обслуживают Королевские Саудовские стратегические ракетные силы.
База построена с участием китайских специалистов в 1987—1988 годах в невысоких горах, координаты: 20°44′02″ с. ш. 45°33′48″ в. д.. База состоит из двух районов для ракетных гарнизонов/соединений (северный и южный) и третьего района с административными, ремонтными, обслуживающими и жилищными функциями. Два ракетный района окружены защитным периметром, въезд с юга перекрыт КПП, вблизи которого снаружи периметра расположен третий район. Ракетные районы состоят из стояночных мест для мобильных установок с ракетами и двух больших пусковых площадок идентичных китайским пусковым площадкам для баллистических ракет DF-3 (CSS-2).
На вооружении базы состоят китайские баллистические ракеты средней дальности (2000—2800 км, с боеголовкой весом до 2 тонн) Дунфэн 3 (CSS-2) из 50-60 штук купленных у Китая в 1987 году.